# Brigetta Barrett
Brigetta Barrett (* 24. Dezember 1990 in Westchester County, Bundesstaat New York) ist eine ehemalige US-amerikanische Hochspringerin.
Ihre größten sportlichen Erfolge sind die Silbermedaillen bei den Olympischen Spielen 2012 in London und die Goldmedaille bei den Leichtathletik-Weltmeisterschaften 2013 in Moskau. Ihre persönliche Bestleistung beträgt 2,04 m, gemessen im Juni 2013 bei den nationalen Meisterschaften der USA in Des Moines.

## Werdegang
Bei der Universiade 2011 in China gewann Brigetta Barrett Gold. Bei den Weltmeisterschaften im selben Jahr erreichte sie den zehnten Platz, der nach einer Dopingdisqualifikation auf einen neunten Platz korrigiert wurde. 2012 gewann sie bei den Olympischen Spielen die Silbermedaille, 2013 wurde sie Zweite bei den Leichtathletik-Weltmeisterschaften in Moskau. Die ursprüngliche Siegerin Swetlana Schkolina aus Russland wurde wegen Verstoßes gegen die Antidopingbestimmungen durch den Internationalen Sportgerichtshof CAS für vier Jahre gesperrt. Brigetta Barrett wurde erst lange nach der Weltmeisterschaft als Weltmeisterin anerkannt.
Barrett besuchte die Duncanville High School in Duncanville, Texas. In dieser Zeit gewann sie im Hochsprung bei verschiedenen lokalen Wettkämpfen und stellte einen neuen Hochsprungrekord ihrer Schule auf. Von 2010 bis 2013 besuchte sie die University of Arizona, war dort Mitglied im Leichtathletikteam Arizona Wildcats und schloss ihr Studium mit dem Bachelor of Arts im Fach Theater ab.
2016 erklärte die damals 25-Jährige ihre aktive Zeit für beendet.